# José Luis Torrente
José Luis Torrente Galván (18 de julio de 1946) es el personaje principal y antihéroe de la saga de películas más taquilleras del cine español: Torrente, el brazo tonto de la ley, Torrente 2: Misión en Marbella, Torrente 3: El Protector, Torrente 4: Lethal Crisis y Torrente 5: Operación Eurovegas, además del juego oficial de las dos primeras entregas. Fue creado e interpretado por Santiago Segura.

## Descripción

### Influencias
El personaje está plagado de influencias y referencias, desde Chiquito de la Calzada, Antonio Ozores, a Paco Martínez Soria, el inspector Clouseau, "el Rififí más Rufufonesco" o el realismo social de Luis García Berlanga. y sus papeles como protagonistas, así como sus respectivas películas humorísticas. El propio Santiago Segura dice haberse inspirado en seres tan despreciables y ególatras como el Nerón de Quo Vadis o el jefe (de policía) Wiggum de los Simpson o la actuación estelar de Orson Welles en El Tercer Hombre, pero se trata de un perfil muy "de bar de carretera" reconocible en cualquier bar cutre que tenga olor a gambas fritas y cerveza, con ciertas dosis de mafioso a lo Jesús Gil (pero en chuleta) y del "estilo de grandes borrachuzos como el expresidente ruso Boris Yeltsin." También posee influencias del Roscoe Moscow de Alan Moore y de Galtieri y del humorista estadounidense Groucho Marx, albergando su ironía de la sociedad, mostrando la capa más baja de ésta, en un personaje con dificultades económicas básicas.

## Interpretaciones
Santiago Segura, además de su creador, es quien ha interpretado al personaje en la saga. El actor realiza un cambio físico al engordar 20 kilos más de su peso normal para poderlo interpretar. Él mismo dijo que es un trabajo tan duro como el que realizó Robert De Niro para interpretar a Jake La Motta en Toro salvaje. además de hacerle saltar a la fama.
En Torrente 3: el protector es interpretado en su infancia por el actor Eduardo García. Segura le conoció cuando participó en el primer episodio de Aquí no hay quien viva, él era fan del personaje y bastante gamberro y serviría para explicar los miedos del personajes en su infancia.

## Biografía
Según se ve en su DNI (que se olvida en la guarida de unos traficantes en la primera película), nació en Madrid el 18 de julio de 1946. Es hijo de Antonio y Paloma (aunque su padre, según otras referencias, se llama Felipe). De su infancia se sabe que tuvo su primer encuentro sexual en un burdel, a los 13 años, acompañado del, por entonces joven, tío Mauri, edad a la que también comenzó a beber y a "vacunarse" con una potente mezcla de heroína y láudano. En la escena que se representa en la tercera película de Torrente, aparece el joven José Luis en los lavabos, cuando entonces entra un tío, que se ofrece a masturbarse con él.
Asegura haber luchado en el Afrika Korps, aunque eso tiene que ser falso ya que es demasiado joven para que eso sea creíble. Tras licenciarse de polícía en la primavera de un año que no recuerda, fue expulsado del cuerpo posteriormente, al parecer después de sufrir un fuerte shock emocional y tras un fatal tiroteo en el barrio chino. Sus facultades mentales quedaron muy mermadas por un desorden de estrés postraumático, motivando una "de esas depresiones severas tan poco comunes entre las fuerzas del orden público, de todo el orbe". 
Tras ello, se dedica a cuidar a su padre hemipléjico, y a patrullar las calles por su cuenta, actuando como una suerte de detective privado (no colegiado) a la estadounidense. Aun así él afirma ser Policía (Nacional, para más señas). Con posterioridad conocerá a su nuevo vecino, Rafi, joven trabajador de una pescadería y que no pudo entrar a la Policía por problemas en la vista (aunque en realidad salte a la vista que le falta mucho para aspirar al Cuerpo, empezando por la estatura, la película es de finales de los '90). Desde su estancia legionaria en la Campaña del Sáhara arrastra una neurosis de guerra, cuadro clínico agravado por los episodios de que fue testigo: limpieza étnica de población nativa afro-hispánica-beydán a manos de invasores alawuies francófonos procedentes del norte. Estos episodios no dejarán de acudir a su memoria constantemente, atormentándole durante el discurrir de todas sus aventuras y desventuras.
Después de pillarse el dinero de una transacción comercial de dos grupos de narcotraficantes se muda a Marbella, en donde empieza a derrochar el dinero “ganado” hasta que lo pierde todo en el juego. Instala una agencia-escuela de detectives y de nuevo se ve metido entre dos bandas de criminales, una de ellas liderada por su verdadero padre Mauricio Torrente o el tío Mauri. Al salvar la ciudad de Marbella del ataque de un par de misiles, es reasignado al cuerpo de policía de Madrid como agente de tránsito.
Tras recuperar su cargo, le es encargada una misión como cabeza de turco, para proteger a una eurodiputada italiana, Giannina Ricci, defensora del Protocolo de Kioto. El propósito real era de asesinarla y cargar la responsabilidad a él. Tras salvarle la vida, se le encarga de revisar las instalaciones de la Casa Blanca.
Años después, Solís (su compañero en la labor de protección de la eurodiputada) le recomienda para supervisar una boda de alto standing. Pero sale mal y Torrente debe huir. Luego es traicionado y llevado a prisión por un asesinato que no cometió. Logra escapar y a vengarse de quien lo vendió, Rin Rin, juntos descubren la trama de Rocamora, el padre de la novia de la boda que José Luis arruinó. Le hace chantaje para no publicar unas fotos subidas de tono de su hija y le pide un millón de euros y 20.000 para su ayudante. Finalmente, aunque logra escapar de la emboscada que Rocamora le tiende, es de nuevo conducido a prisión.
Año 2018. Torrente sale de la cárcel, y se encuentra aturdido ante una España convulsa y dividida. Debe encontrar respuestas en su interior para despejar su confusión, y por ello decide convertirse en un "fuera de la ley". Así que se propone atracar un casino con una banda de incompetentes. A través de un contacto de su estancia en prisión, localiza a John Marshall, la persona que se ocupó de supervisar la seguridad cuando se planificó el principal casino-hotel de Eurovegas. Marshall, el más indicado para planificar un golpe, le explica la necesidad de organizar una banda de especialistas, que Torrente se encargará de reclutar entre sus "contactos".

## Productos derivados
En 1998, el propio Segura como guionista y José Antonio Calvo como dibujante, publicaron una adaptación al cómic de la película en la revista El Víbora. En 2001 Virtual Toys realiza el videojuego para PC Torrente: El juego basado en las dos primeras entregas de la saga y, en 2005, junto con Virgin Play, Torrente 3: The protector, basado en la tercera parte, para PC, PlayStation 2 y Xbox. Segura prestó su imagen y su voz al videojuego.
A finales del año 2009, Santiago Segura junto con Ludicus, una empresa de juego, deciden sacar una máquina tragaperras con temática ambientada en las películas del personaje como novedad en el sector. Además de estar presente en el Museo de Cera.
En 2013 Enric Rebollo adapta al cómic al personaje con el álbum Torrente y el Descubrimiento de América, al que sigue Torrente y el Cid.

## Legado e influencia
En España se estrenó en 2002 la película española Vivancos 3 (si te gusta, haremos las dos primeras), cuyo personaje principal, Vivancos, interpretado por El Gran Wyoming, quien participó como comisario en la primera parte de la saga, recuerda al personaje, aunque también es una parodia de Harry Callahan. Torbe dirigió y protagonizó en la versión porno en forma de parodia llamada Torrente X, operación vinagra, a la que siguió una secuela llamada Torrente X 2, misión en Torrelavega.
En EE. UU., el protagonista del proyecto cancelado de Stone sería Philip Seymour Hoffman o Robert De Niro. Este último se mostró favorable, aunque le pareció una locura a Segura; tras Oliver Stone mantener conversaciones con él, para un papel en la película. El proyecto, ahora en manos de New Line Cinema, los nombres de Jack Black, Will Ferrell o Vince Vaughn como candidatos al papel protagonista, pero encabeza la lista Sacha Baron Cohen. El argumento que intenta llevar a la gran pantalla New Line Cinema trataría de un poli ("cop") o "guardia urbano de distrito yanqui a pie de calle y detective de proximidad en arrabal en sus ratos libres". Pasaría de perseguir a rateros y prostitutas de los barrios marginales a ir a por respetables poderosos: "los auténticos y verdaderos criminales de  corbata, cuello y guante blancos en las altas esferas". Tras esto, nuestro protagonista equivalente recobraría el favor de sus colegas y semejantes, ganando popularidad, méritos y un gran puesto; quedándose con la chica, reencontrándose con su madre (una posible madame) y perdiendo a su padre y al amigo de toda la vida. 
También se interesó Thomas Langman, hijo de Claude Berri, a través de su compañía La Petite Reine, para realizar una nueva versión en Francia.
Tributos y homenajes velados :
La "saga del cine torrencial" pasaría a simbolizar una antialegoría cómica escatológica nacional-social de los últimos años de la historia colectiva española, albergando su ironía de la sociedad, mostrando al estrato más bajo de la misma en un personaje con dificultades económicas básicas o marginales, pero admirando malos ejemplos de clase alta en su entorno pseudoideológico más inmediato como el dipsómano jodón Leopoldo Fortunato Galtieri, la vieja jeringa "esterilizada" reutilizable de un drogadicto adicto al opio Hermann Goering como inspiración principal. La rejuvenecedora terapia sexual tradicional de un decadente Mao Zedong ha dejado su huella, según su creador, en el aspecto de fiel reflejo de la miseria cotidiana de una sociedad y ha sido influida a su vez por obras como "Furia española": la última película proyectada en la Cineteca del Pardo y que se llevó a Franco a la tumba. Tiene claros paralelismos con viejas glorias del panteón del lumpen español como el sórdido, travieso, súper travieso y corrupto "abogado" (José Emilio Rodríguez Menéndez) y otras figuras del hampa del Reino de España.